# Moineau mélanure
Passer melanurus
Vous lisez un « bon article » labellisé en 2011.
Espèce
Synonymes
- Loxia melanura Statius Müller, 1776
(protonyme)
- Fringilla arctuata Gmelin, 1788[1]

Statut de conservation UICN

 LC  : Préoccupation mineure
Le Moineau mélanure (Passer melanurus) est une espèce d'oiseaux de la famille des Passeridae qui vit en Afrique australe. C'est un moineau de taille moyenne ; ses couleurs vives et distinctives comprennent du gris, du marron et du châtain, le dimorphisme sexuel étant notamment visible par quelques taches noires et blanches chez le mâle.
Il habite les savanes, les zones cultivées et les villes où il trouve de quoi satisfaire son régime alimentaire principalement granivore. Les oiseaux se rassemblent en grands groupes lors de la saison de reproduction. Le nid peut être construit dans toutes sortes d'emplacements, aussi bien dans un arbre ou un buisson que dans un trou ou dans un nid inoccupé appartenant à une autre espèce. Un couple donne souvent naissance à trois ou quatre oisillons dont les deux parents s'occupent.
Trois sous-espèces sont distinguées, la sous-espèce melanurus vivant dans l'est de l'Afrique du Sud, la sous-espèce vicinus vivant dans l'État-Libre au Cap-Oriental et au Lesotho, et la sous-espèce damarensis occupant le nord de l'Afrique du Sud et le sud des pays frontaliers septentrionaux. Selon l'Union internationale pour la conservation de la nature, l'espèce n'est pas menacée.

## Description

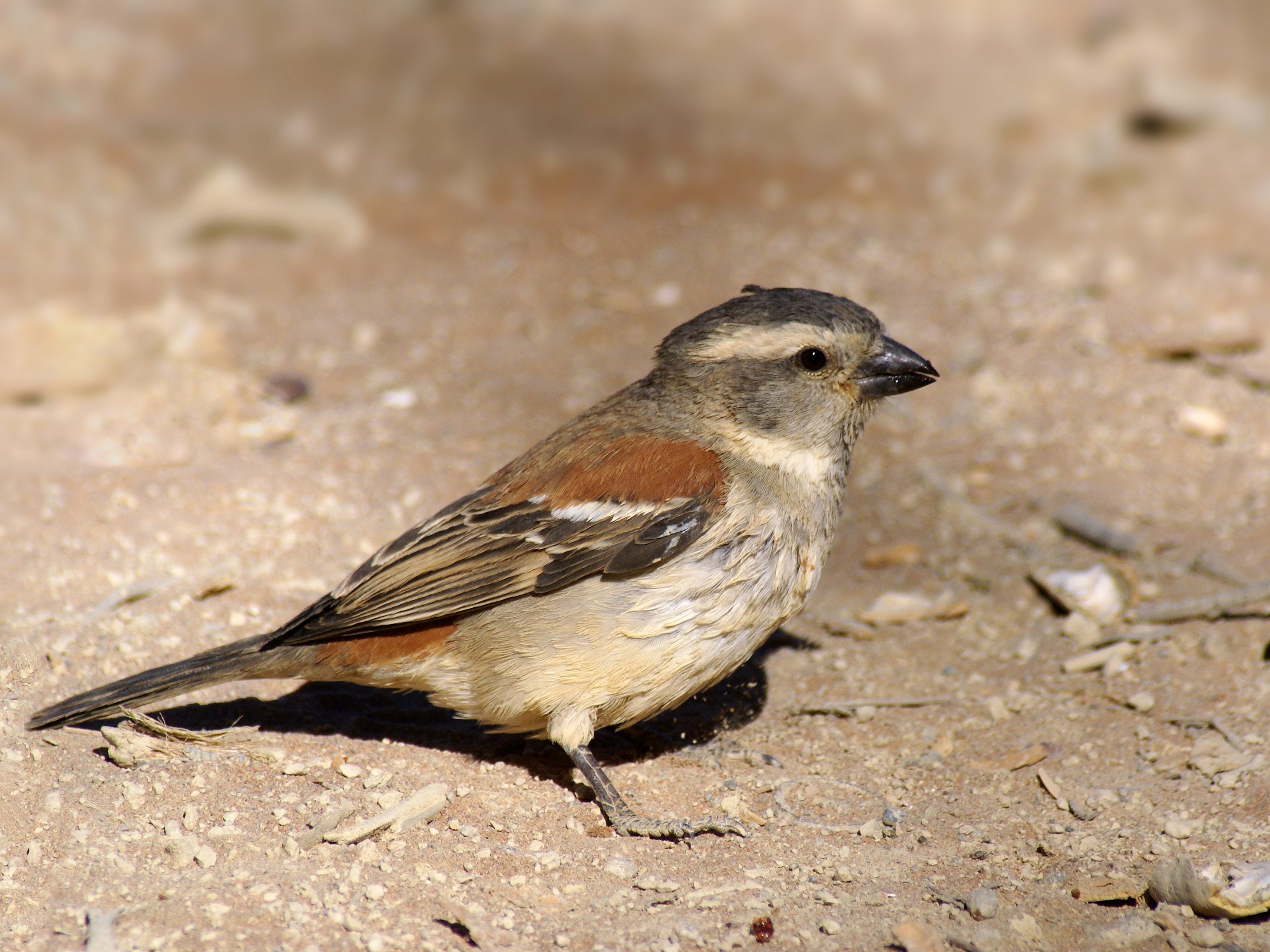
Femelle.

Le Moineau mélanure mesure en moyenne 14 à 16 centimètres de long pour un poids de 29 grammes et a des couleurs vives et distinctives. Le mâle en période de reproduction a une tête en grande partie noire. Une large bande blanc cassé passe au-dessus de l'œil pour revenir sur la gorge. Une étroite bande noire relie la bavette noire de la poitrine au noir de la tête. Les parties inférieures sont grisâtres, plus foncées sur les flancs. L'arrière du cou du mâle est gris foncé et son dos et ses épaules sont châtain clair. Le mâle a une barre blanche et une barre noire en dessous des épaules et ses rectrices et ses tectrices sont rayées de gris et de noir. La femelle a le même plumage que le mâle, mais en plus terne, et a une tête grise avec des motifs différents, mais portant les traces pâles de la tête du mâle, en moins marquées. Le juvénile ressemble à la femelle, mais les jeunes mâles ont du noir sur la tête dès un âge précoce,.
Ses vocalisations ont des tonalités similaires à celles du Moineau domestique, mais en beaucoup plus musical et harmonieux,. L'appel de base est utilisé en vol ou lorsque l'oiseau se perche en groupe ; on pourrait le transcrire ainsi : tchissip, tchirrup, tchriip, ou tchirrichup. L'appel utilisé par les mâles pour annoncer qu'ils sont propriétaires d'un nid est transcrit par tweeng ou twileeng. Distinctif et fort, cet appel devient parfois un chant saccadé et répétitif, transcrit par tchip tcheerup, tchip tcheerup,.

## Écologie et comportement

### Comportement social
Le Moineau mélanure est social, vivant en bandes et nichant habituellement en colonies peu denses. Lorsqu'il vit loin des humains, il est nomade, et les groupes peuvent comporter jusqu'à 200 oiseaux. Dans les zones habitées, il forme de plus petites bandes où il trouve sa nourriture dans celle donnée au bétail ou aux volailles. Dans ces endroits, il s'associe avec d'autres oiseaux granivores, comme le Moineau domestique, le Tisserin du Cap et les oiseaux du genre Euplectes. Les Moineaux mélanures des zones urbaines forment saisonnièrement des bandes qui s'envolent vers la campagne proche pour se nourrir des graines mûres et qui retournent la nuit en ville pour dormir. Les Moineaux mélanures préfèrent dormir dans des nids. Lorsqu'ils errent en dehors de la saison de reproduction, les oiseaux des zones non cultivées et non urbanisées s'installent dans de vieux nids ou des buissons denses pour passer la nuit. Ceux des zones agricoles ou urbaines se construisent un nid spécial pour dormir, moins matelassé que les nids recevant la ponte, mais avec des matériaux plus isolants,,.
On a observé et décrit à Johannesburg un comportement social inhabituel pour cet oiseau. Vingt à trente individus se séparent du reste d'une troupe plus importante et se regroupent sur le sol en laissant tomber la queue sur le sol et tenant la tête haute. Ces groupes se déplacent parfois de façon non concertée en sautillant lentement. Souvent, des oiseaux s'envolent et restent en l'air à trente à soixante centimètres au-dessus du sol. Au cours de ces rassemblements les oiseaux sont silencieux et ne manifestent aucun antagonisme. La signification de ce comportement est inconnue et n'a pas été rapportée chez d'autres moineaux.

### Alimentation

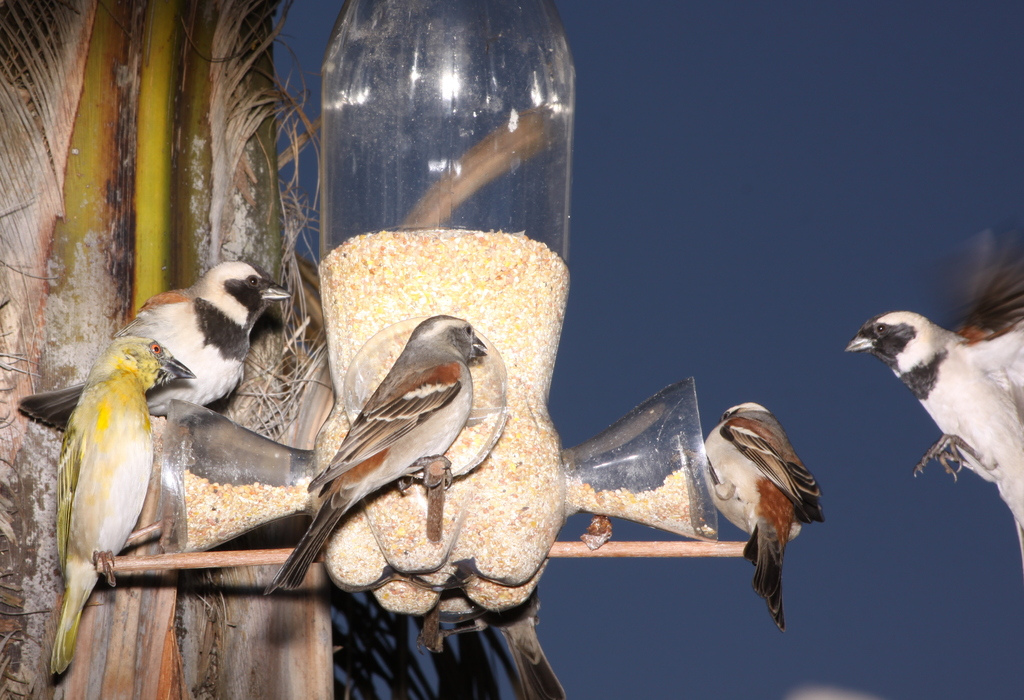
Moineaux mélanures et Tisserin à tête rousse mâle s'alimentant à une mangeoire pour oiseaux à Johannesburg, en hiver.

Le Moineau mélanure se nourrit principalement de graines qu'il recherche aussi bien dans les arbres qu'au sol. Il apprécie les grosses graines des plantes céréalières, des herbes sauvages et d'autres petites plantes, mais le blé et le « khakiweed» (Alternanthera caracasana) sont ses graines favorites. Il consomme de plus des bourgeons et pousses tendres, ainsi que des fruits rouges. Cette part végétarienne de son régime alimentaire cause des dommages considérables à l'agriculture. Il explore parfois les aloès en quête de nectar, même si cela ne représente pas pour lui une source importante de nourriture. Il capture aussi des insectes, et les oisillons semblent nourris exclusivement de chenilles.

### Reproduction

#### Parade et nidification
Le Moineau mélanure niche généralement en bandes lâches de cinquante à cent oiseaux, mais 10 à 20 % d'entre eux nichent à distance de ces colonies pour des raisons inconnues. Le Moineau mélanure est habituellement monogame mais on a observé un mâle et deux femelles nichant et élevant des jeunes dans un même nid au Cap-Occidental. Il semble que les couples se forment dans les colonies en dehors de la période de reproduction, mais on ne sait pas comment ils se forment ni si les partenaires restent ensemble pour la vie. Une fois prêt à se reproduire, le couple cherche un site convenable pour nicher, prospectant le matin et retournant dans les colonies l'après-midi. Une fois le site choisi, le couple commence à construire son nid. D'autres couples cherchant un site de nidification se joignent à eux, et plusieurs nids sont rapidement construits à proximité.
Le Moineau mélanure utilise des sites de nidification variés, comme les cavités et les lieux ouverts. Il semble tout de même privilégier les buissons et les arbres, surtout des acacias. Un seul arbre peut abriter de nombreux nids. Le Moineau mélanure utilise moins fréquemment les trous et les autres sites abrités. On a observé des nids dans les avant-toits des bâtiments, dans des plantes grimpantes sur des murs, dans des trous de talus et dans des meules de foin. Il niche parfois dans les nids désaffectés d'autres oiseaux tels que ceux des tisserins et des hirondelles. Les couples qui nichent loin des colonies choisissent généralement des buissons bas ou des poteaux comme sites de nidification. Les nids sont placés à au moins un mètre au-dessus du sol, et ne sont placés très près du sol que dans les colonies. Seul le nid et ses environs les plus proches sont défendus territorialement. Les mâles défendent leur territoire avec des postures menaçantes et parfois par des combats au sol, menés à coups de bec.
Les nids construits à l'air libre sont grands et ont une forme de dôme, de structure désordonnée. Ils sont faits principalement d'herbes sèches et de brindilles, avec un revêtement intérieur d'herbes tendres. Toutes les feuilles ou les épines présentes sur l'arbre sont utilisées pour le nid. Dans les cavités, le trou est tout simplement rempli d'une masse informe d'herbes avec une coupe de matériau souple qui contient les œufs. Lorsque les moineaux utilisent les nids désaffectés de tisserins, ils se contentent le plus souvent de les doubler d'un revêtement doux. L'entrée du nid, située sur le côté, est parfois prolongée en entonnoir. Le mâle et la femelle construisent le nid ensemble, et restent à proximité l'un de l'autre pour trouver des matériaux et tisser le nid,.
La parade nuptiale est mal connue. L'ornithologue britannique James Denis Summers-Smith a observé une parade dans laquelle le mâle sautillait à côté de la femelle dans un arbre, les ailes tombantes et les plumes du dos ébouriffées. On a vu des groupes de deux ou plusieurs mâles poursuivant une femelle. On retrouve un tel comportement chez le Moineau domestique lorsqu'une femelle qui n'est pas prête à s'accoupler est poursuivie par son compagnon qui est rejoint par d'autres mâles. On ne sait pas si ce comportement a une signification analogue chez les Moineaux mélanures. Lorsqu'elle est prête à s'accoupler, la femelle s'accroupit pour solliciter le mâle, qui lui monte dessus.

#### Incubation et élevage des jeunes

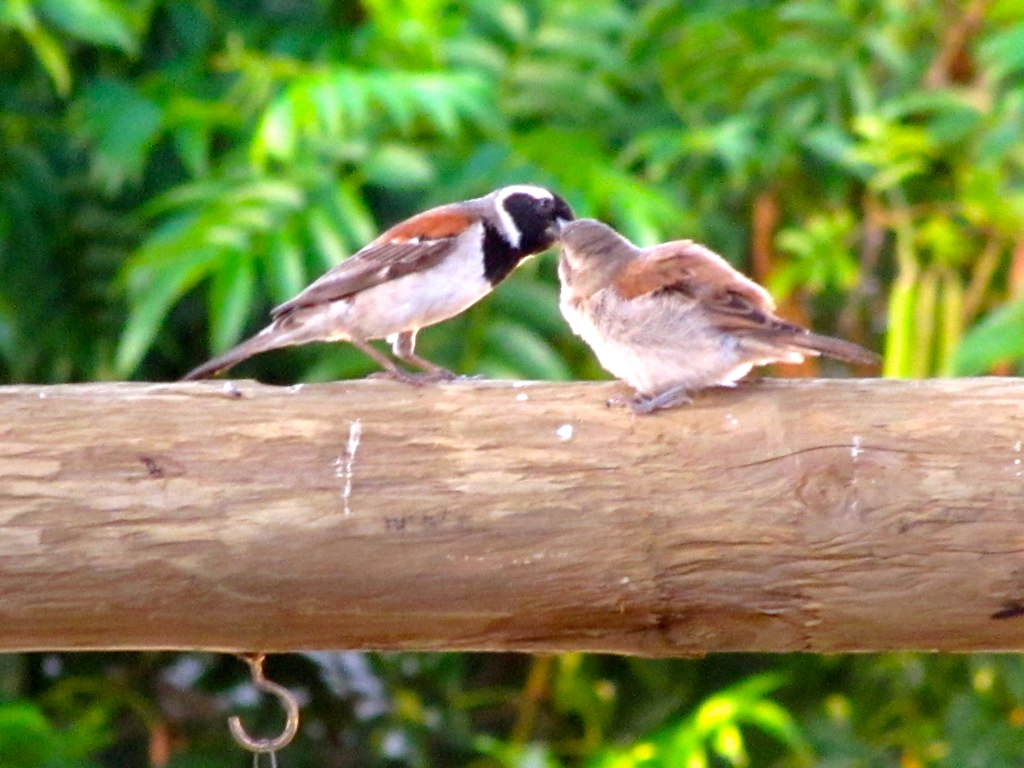
Mâle nourrissant un jeune.

Les couvées peuvent contenir entre deux et six œufs, généralement trois ou quatre. Les plus grosses couvées ont lieu dans les territoires les plus au sud et durant le pic de la saison de reproduction.
Les deux parents couvent les œufs pendant la journée, se remplaçant toutes les dix ou quinze minutes. La nuit, seule la femelle le fait, le mâle se reposant à l'extérieur ou dans le nid. Chez les couples se reproduisant en dehors des colonies, l'oiseau qui couvait quitte le nid pour faire place à son conjoint dès qu'il entend ce dernier approcher. Chez les oiseaux nichant en colonie, l'oiseau en train de couver attend que son partenaire arrive dans le nid pour s'écarter afin d'empêcher d'autres oiseaux de pénétrer dans le nid. L'incubation semble commencer avant la fin de la ponte, et dure de 12 à 24 jours. Les jeunes naissent sur deux ou trois jours et sont « couvés » jusqu'à ce que leurs plumes se développent et que leurs yeux soient ouverts, cinq jours après l'éclosion. Ils sont nourris d'insectes, notamment de chenilles, jusqu'à ce qu'ils quittent le nid entre 16 et 25, typiquement 17, jours après l'éclosion. Après cela, ils sont encore nourris pendant une ou deux semaines. Bien que l'alimentation des oisillons soit faite par les deux parents, le rôle de la femelle est prépondérant.
Le nid du Moineau mélanure est l'un des principaux hôtes du Coucou didric qui parasite les couvées mais on a observé que le Moineau mélanure pouvait lui-même parasiter les nids de ses congénères.
On a observé des cas d'hybridation avec le Moineau domestique, le Moineau sud-africain et le Moineau doré.

## Répartition et habitat

Répartition de l'espèce en Afrique australe.

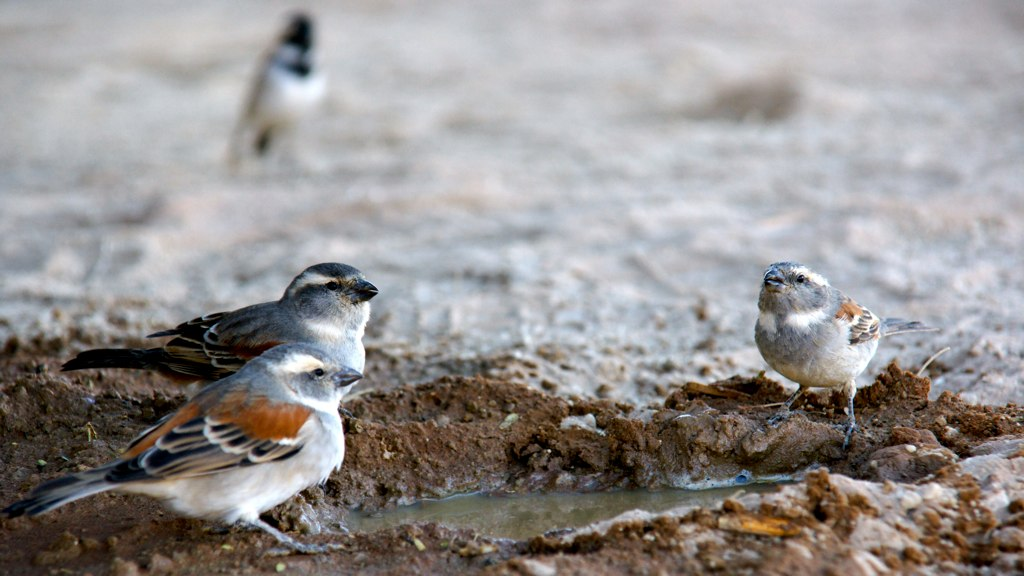
Femelles près d'un trou d'eau en Namibie.

Le Moineau mélanure habite l'Afrique australe de l'Angola jusqu'à l'Afrique du Sud et le Lesotho à l'est. À l'origine il habitait les savanes semi-arides, les steppes épineuses et les bois clairsemés typiques du sud de l'Afrique. Lorsque l'agriculture sédentaire est arrivée sur son territoire, il y a environ un millier d'années, il s'est adapté aux terres cultivées. Depuis, il a emménagé dans les villes. Bien qu'on le trouve dans les centres urbains, il préfère les parcs, les jardins et les autres espaces ouverts mais il a un faible taux de reproduction dans les zones les plus urbanisées. Il préfère les habitats avec une pluviométrie annuelle de moins de 75 centimètres mais, dans les zones désertiques, on le trouve généralement près des cours d'eau ou des points d'eau.
Dans les villes, le Moineau mélanure entre en concurrence avec le Moineau sud-africain, une espèce indigène, et le Moineau domestique, une espèce introduite. Comme il préfère vivre auprès des humains, il se trouve avec succès en concurrence avec ces deux espèces, qui peuvent cependant endiguer sa reproduction en certains endroits,.

## Taxinomie
Le Moineau mélanure a été décrit par Philipp Ludwig Statius Müller en 1776, sous le protonyme de Loxia melanura,. Il est membre du genre Passer mais ses relations dans ce genre sont généralement considérées comme obscures. Des études d'ADN mitochondrial ont cependant fortement suggéré que ce moineau était celui qui avait divergé le plus tôt, ou peut-être est-il le membre le plus basal du genre,.
L'épithète spécifique « mélanure » vient du grec μέλας (melas, « noir ») et ουρά (oura, « queue ») tandis que le nom du genre Passer vient d'un mot latin utilisé pour désigner les petits oiseaux.
Le Moineau mélanure a trois sous-espèces. La sous-espèce nominale Passer melanurus melanurus se trouve dans l'est de l'Afrique du Sud, de l'est à l'ouest de l'État-Libre et la sous-espèce vicinus, qui est parfois confondue avec la melanurus, de l'est de la province de l'État-Libre à la province du Cap-Oriental et au Lesotho. La sous-espèce damarensis se trouve de l'extrême sud de la zone côtière de l'Angola à la Namibie, au Botswana et à l'extrême ouest du Zimbabwe ainsi qu'au nord de l'Afrique du Sud.

## Le Moineau mélanure et l'Homme
Le Moineau mélanure est un oiseau abondant et familier des habitations et des champs dans la plus grande partie de l'Afrique australe. L'UICN le considère comme espèce de préoccupation mineure (LC).
C'est un nuisible, en particulier pour la culture des céréales et de la vigne. Lorsque les viticulteurs de la région au sud-ouest du Cap ont commencé à laisser pousser les mauvaises herbes entre les pieds de vigne pour conserver l'humidité dans les années 1956, les Moineaux mélanure et sud-africain ont rapidement consommé les graines et commencé à manger les raisins. Le Moineau mélanure est un ravageur important dans les vignobles mais, dans ces régions, il a un taux de reproduction si bas qu'il ne pourrait maintenir ses populations sans immigration,.
Le Moineau du Cap figure sur plusieurs pièces de monnaie sud-africaines et sur des timbres du Lesotho et de la République centrafricaine.